# Купа Олександр Сергійович
Олекса́ндр Сергі́йович Купа — капітан 3 рангу Військово-Морських Сил Збройних Сил України, учасник російсько-української війни.

## Нагороди
- 21 жовтня 2014 року — за особисту мужність і героїзм, виявлені у захисті державного суверенітету та територіальної цілісності України, вірність військовій присязі під час російсько-української війни, відзначений — нагороджений орденом «За мужність» III ступеня;
- 17 червня 2022 року — «За особисту мужність і самовіддані дії, виявлені у захисті державного суверенітету та територіальної цілісності України, вірність військовій присязі», відзначений — нагороджений орденом Данила Галицького[1].